# Tunnelwärter
Ein Tunnelwärter ist für den ordnungsgemäßen und sicheren Betrieb von Straßentunneln verantwortlich. Es handelt sich bei dieser Tätigkeit um eine Spezialisierung des Straßenwärters, eine eigene Ausbildung gibt es nicht. Zu den Arbeitgebern zählen in der Regel Straßen- und Autobahnmeistereien.
Zu den wesentlichen Tätigkeiten dieses Berufs zählt die Instandhaltung der Tunnelanlage einschließlich der Fluchtwege und der Sicherheitsausstattung. Tunnelwärter überwachen zudem von einem Kontrollraum aus den Verkehrsfluss im Tunnel mit Hilfe von Überwachungskameras. Bei einem Unfall steuert er den Verkehr mittels elektronischen Anzeigen (Wechselverkehrszeichen) und gewährleistet so die Sicherheit der Verkehrsteilnehmer.